# Smells Like Children
«Smells Like Children» (в переводе с англ. — «Запах детей») — мини-альбом группы Marilyn Manson, вышедший в 1995 году. Разнообразные вклады продюсера Skinny Puppy Дэйва Огилви, клавишника Nine Inch Nails Чарли Клоузера вперемешку с новым материалом группы в результате получились эклектической и необычной комбинацией самого материала. Альбом был спродюсирован Трентом Резнором и Мэрилином Мэнсоном . Все идеи и треки для этого альбома создавались во время турне, посвящённому выходу альбома Portrait of an American Family. На Smells Like Children впервые в качестве барабанщика представлен Джинджер Фиш. Об альбоме Мэнсон говорил, что Smells Like Children выглядит как альбом для детей, совсем при этом не являясь детским. На диске, например, можно увидеть надпись «Keep this and all drugs away from small children» (в переводе с англ. — «Храните это и все наркотики вдали от маленьких детей»).

## Каверы
На альбоме присутствуют также каверы песен разных исполнителей, самым известным из которых стал кавер Marilyn Manson на песню «Sweet Dreams (Are Made of This)» группы Eurythmics. Это помогло группе молниеносно влиться в мейнстрим. Остальными каверами стали каверы на песни «Rock N Roll Nigger» Патти Смит и «I Put a Spell on You» Скримин Джея Хокинса. Последний также был представлен в саундтреке к фильму Дэвида Линча «Шоссе в никуда».

## Список композиций

### Релиз-версия
| №   | Название | Длительность |
| --- | --- | ------------ |
| 1.  | «The Hands of Small Children»                                                                                   | 1:35         |
| 2.  | «Diary of a Dope Fiend» (Текст песни аналогичен тексту из «Dope Hat»)                                           | 5:56         |
| 3.  | «Shitty Chicken Gang Bang»                                                                                      | 1:19         |
| 4.  | «Kiddie Grinder (Remix)»                                                                                        | 4:23         |
| 5.  | «Sympathy for the Parents» (фрагмент из шоу Фила Донахью)                                                       | 1:01         |
| 6.  | «Sweet Dreams» (кавер песни Eurythmics)                                                                         | 4:53         |
| 7.  | «Everlasting Cocksucker (Remix)»                                                                                | 5:14         |
| 8.  | «Fuck Frankie»                                                                                                  | 1:48         |
| 9.  | «I Put a Spell on You» (кавер песни Скримин Джея Хокинса)                                                       | 3:37         |
| 10. | «May Cause Discoloration of the Urine or Feces» (фрагмент телефонной записи разговора матери и бабушки Мэнсона) | 3:59         |
| 11. | «Scabs, Guns and Peanut Butter» (вокал Твигги Рамиреса)                                                         | 1:01         |
| 12. | «Dance of the Dope Hats (Remix)»                                                                                | 4:40         |
| 13. | «White Trash (Remixed by Tony F. Wiggins)»                                                                      | 2:48         |
| 14. | «Dancing with the One-Legged...» (фрагмент из шоу Фила Донахью)                                                 | 0:46         |
| 15. | «Rock 'n' Roll Nigger» (кавер песни Патти Смит)                                                                 | 3:32         |
| 16. | «Untitled» (в начале звучит альтернативная версия "Shitty Chicken Gang Bang")                                   | 8:20         |

### Оригинальная версия
| №   | Название                                                                                                   | Длительность |
| --- | --- | ------------ |
| 1.  | «Abuse, Part 1 (There Is Pain Involved)» (позже в релизе заменена на «The Hands Of Small Children»)        | 1:35         |
| 2.  | «Diary of a Dope Fiend»                                                                                    | 5:56         |
| 3.  | «Shitty Chicken Gang Bang»                                                                                 | 1:19         |
| 4.  | «Kiddie Grinder (Remix)» (содержит семплы из фильма «Пиф-паф ой-ой-ой»)                                    | 4:44         |
| 5.  | «Sympathy for the Parents»                                                                                 | 1:01         |
| 6.  | ««Sweet Dreams»»                                                                                           | 4:53         |
| 7.  | «Everlasting Cocksucker (Remix)» (содержит семплы из фильма «Вилли Вонка и Шоколадная фабрика»)            | 5:14         |
| 8.  | «Fuck Frankie»                                                                                             | 1:48         |
| 9.  | «I Put a Spell on You»                                                                                     | 3:37         |
| 10. | «Abuse, Part 2 (Confessions)» (позже в релизе заменена на «May Cause Discoloration Of The Urine Or Feces») | 2:45         |
| 11. | «Scabs, Guns and Peanut Butter» (инвертированы правый и левый стереоканалы)                                | 1:01         |
| 12. | «Dance of the Dope Hats (Remix)»                                                                           | 4:40         |
| 13. | «White Trash (Remixed by Tony F. Wiggins)»                                                                 | 2:48         |
| 14. | «Dancing with the One-Legged...»                                                                           | 0:46         |
| 15. | «Rock 'n' Roll Nigger»                                                                                     | 3:32         |
| 16. | «Untitled»                                                                                                 | 8:20         |

## Состав
Marilyn Manson:
- Мэрилин Мэнсон — концепция, вокал, продюсирование, художник
- Твигги Рамирес — бас, манипуляции с магнитной плёнкой
- Дейзи Берковиц — гитары и концепция
- Мадонна Уэйн Гейси — клавишные, синтезаторы, лупы, программирование
- Джинджер Фиш — ударные

Остальной персонал:
- Тони Ф. Уиггинз — вокал, акустическая гитара
- Трент Резнор — исполнительный продюсер
- Крис Вренна — программирование, цифровая обработка
- Шон Бивен — микширование
- Чарли Клоузер — ремикширование
- Дэйв «Рейв» Огилви — ремикширование
- Джозеф Бишара — ремикширование
- Энтони Вельчич — ремикширование
- Джим Яник — ассистирование
- Калтис, Джозеф — фото
- Гари Талпас — художник, дизайн упаковки, логотип
- Дин Карр — режиссёр клипа на песню «Sweet Dreams (Are Made Of This)»

## Позиции в чартах
Альбом
| Год  | Чарт              | Позиция |
| ---- | ----------------- | ------- |
| 1995 | The Billboard 200 | 31      |

Синглы
| Год  | Сингл                             | Чарт                   | Позиция |
| ---- | --------------------------------- | ---------------------- | ------- |
| 1996 | «Sweet Dreams (are made of this)» | Modern Rock Tracks     | 26      |
| 1996 | «Sweet Dreams (are made of this)» | Mainstream Rock Tracks | 31      |